# Sakurasou no Pet na Kanojo
Sakurasou no Pet na Kanojo (яп. さくら荘のペットな彼女 Сакура-со: но пэтто на канодзё) — серия ранобэ (и аниме), написанных Хадзимэ Камосидой. На основе ранобэ были выпущены аниме и манга адаптации. 14 февраля 2013 года состоялся выход визуального романа по мотивам ранобэ.

## Сюжет
Главный персонаж, ученик старшей школы при университете искусств «Суймэй» Сората Канда, подобрал на улице множество кошек. Так как правила обычных общежитий не разрешали держать домашних животных, Сората был вынужден переехать в общежитие «Сакурасо» (яп. さくら荘 Сакура-со:), предназначенное для проблемных студентов. Все жильцы «Сакурасо» отличаются каким-либо талантом, но по тем или иным причинам не вписываются в нормальное общество. Вскоре в общежитие переезжает и главная героиня, талантливая художница Масиро Сиина. Несмотря на свой талант, Масиро абсолютно неспособна справляться с бытовыми нуждами, такими, как умывание или одевание по утрам. Поэтому жильцы «Сакурасо» возлагают заботы о ней на плечи Сораты.

## Персонажи

### Главные персонажи
Сората Канда (яп. 神田 空太 Канда Сората) — главный герой, ученик второго класса старшей школы «Суймэй», живёт в комнате 101 общежития «Сакурасо». Ранее жил в обычном школьном общежитии и тайно держал у себя в комнате кошку по имени Хикари. Когда об этом узнал школьный совет, то поставил Сорату перед выбором — избавиться от домашнего животного или переехать в «Сакурасо». Помимо Хикари завёл в Сакурасо ещё шесть кошек. После переселения Масиро, становится ответственным за неё и помогает ей во всех повседневных делах. Позже принимает решение стать разработчиком компьютерных игр и принимает участие в конкурсе. Влюблён в Масиро.
Сэйю: Ёсицугу Мацуока
Масиро Сиина (яп. 椎名 ましろ Си:на Масиро) — главная героиня, талантливая художница, живёт в комнате 202. Не умеет следить за собой и, как следствие, имеет очень плохие оценки, но благодаря хорошей памяти всё благополучно пересдаёт. В качестве няньки для неё был выбран Сората, так как он уже имеет опыт в присмотре, хоть и за кошками. Училась в Англии, но, решив попробовать себя в роли мангаки, переезжает в Японию. Совершенно не разбирается в людях, в их чувствах и отношениях, а потому всячески пытается всё понять и почувствовать. В качестве прототипов для персонажей своей манги использует жильцов «Сакурасо». Её увлечение рисованием манги было плохо воспринято школой, которая считала, что Масиро следует вернуться к написанию картин. Школьный совет принял решение насильно переселить Масиро в обычное общежитие путём расселения и сноса «Сакурасо», однако ученики школы не позволили осуществить этот план. Влюблена в Сорату.
Сэйю: Ай Каяно
Нанами Аояма (яп. 青山 七海 Аояма Нанами) — подруга и одноклассница Сораты, тайно влюблена в него (но боится признаться в этом), однако, осознавая близость Сораты и Масиро, решает отступить. Чтобы учиться в «Суймэй», сбежала из дома — поэтому сама себя стала обеспечивать и устроилась на множество подработок. Переселяется в «Сакурасо», чтобы сэкономить на оплате. Живёт в комнате 203. Мечтает стать сэйю и поступает в актёрскую школу, вопреки возражениям родителей. Не смогла пройти итоговые актёрские пробы, после чего возвращается к родителям в Осаку, мирится с ними и убеждает их дать ей ещё один шанс. Возвращается в Сакурасо на последний год обучения в «Суймэй». Имеет привычку разговаривать на кансайском диалекте, когда волнуется.
Сэйю: Марико Накацу
Мисаки Камиигуса (яп. 上井草 美咲 Камиигуса Мисаки) — ученица третьего класса старшей школы «Суймэй», живёт в комнате 201. Общительная и жизнерадостная, никогда не сидит на месте. Успешна в учёбе, занимается рисованием аниме. Из-за своего характера не смогла завести себе друзей в школе. Переселена в «Сакурасо» из-за того, что рисованию аниме уделяет гораздо больше времени, чем учёбе. Стала первым жителем «Сакурасо» среди главных героев. С детства дружит с Дзином, влюблена в него и открыто выражает свои чувства. Позже выясняется, что Дзин все это время любил её, и боялся в этом признаться, и когда он наконец делает это, она выходит за него замуж. После окончания школы поселяется в доме рядом с «Сакурасо».
Сэйю: Нацуми Такамори
Дзин Митака (яп. 三鷹 仁 Митака Дзин) — ученик третьего класса старшей школы «Суймэй», живёт в комнате 103. Друг детства Мисаки, влюблён в неё, но не признаётся, так как считает себя пока не достойным её. Начинающий писатель, пишет сценарии для аниме Мисаки. Поначалу встречается с несколькими девушками одновременно, в том числе и с сестрой Мисаки — Фукой. Позже рвёт отношения со всеми девушками и решает стать писателем, достойным таланта Мисаки. После окончания школы уезжает учиться в Осаку, но перед отъездом признаётся в любви Мисаки и отдаёт ей заполненную форму регистрации брака. Планировал заключить брак после возвращения из Осаки, но Мисаки регистрирует брак на следующий день после отъезда Дзина. Вернувшись, поселяется вместе с Мисаки в доме рядом с «Сакурасо».
Сэйю: Такахиро Сакураи
Рюносукэ Акасака (яп. 赤坂 龍之介 Акасака Рю:носукэ) — ученик второго класса, живёт в комнате 102. Затворник, по возможности избегает личных контактов, особенно с девушками (страдает гинофобией). Даже с соседями он предпочитает общаться по интернету или при помощи СМС. Гений IT-технологий. Разработал искусственный интеллект и на его основе создал программу-автоответчик, способную отвечать на любые сообщения при помощи любых средств коммуникации. Свой автоответчик Акасака назвал Мэйд (яп. メイド Мэйдо, «служанка») и дал ей визуальный образ в стиле тиби. Практически не появляется в школе, так как не считает преподаваемые предметы сколь-либо полезными или интересными. Обожает помидоры и говорит, что «больше всего в мире он доверяет именно помидорам». Прямолинеен и циничен, часто игнорирует чувства других людей в пользу логики. Принципиально не ходит в парикмахерскую, поэтому обладает очень длинными волосами. Получил от Мисаки прозвище Дракон (яп. ドラゴン Дорагон) из-за того, что его имя начинается с иероглифа «рю», означающего «дракон».
До переезда в Сакурасо работал со своими одноклассниками над разработкой компьютерной игры, однако со временем его уровень знаний настолько превзошёл остальных, что работать с ними он не мог. Таким образом он потерял друзей и стал одиночкой. После знакомства с Ритой привлёк её внимание. Благодаря ей, со временем победил свою боязнь девушек, а также нежелание помогать в спасении «Сакурасо» от сноса. В конце концов, начинает испытывать к Рите чувства.
Сэйю: Юи Хориэ
Тихиро Сэнгоку (яп. 千石 千尋 Сэнгоку Тихиро) — комендант в общежитии Сакурасо, учитель в «Суймэй». Является двоюродной сестрой Масиро и помогает с переездом в Сакурасо. Обучалась в школе «Суймэй» и мечтала стать художницей, но по неизвестным причинам её мечты не сбываются, и она становится учителем рисования. Ленива, часто сидит на кухне, попивая пиво, ходит на быстрые свидания с целью найти себе мужчину. Училась вместе с Кадзуки Фудзисавой.
Сэйю: Мэгуми Тоёгути
Рита Эйнсворт (яп. リタ·エインワーズ Рита Эйнва:дзу) — бывшая соседка по комнате Масиро в Англии и её близкая подруга. Талантливая художница, но всегда завидовала таланту Масиро, из-за чего и бросила рисовать. Решила отвлечь Масиро от рисования картин, чтобы снизить ей популярность. Предлагает ей рисовать мангу и обучает пользованию компьютером, не ожидая от Масиро успехов. Вскоре решает, что поступила так напрасно, и решает вернуть Масиро в Англию. Однако, приехав в «Сакурасо», она обнаруживает, что манга Масиро пользуется популярностью и что та не собирается её бросать. Рита смиряется с этим и возвращается в Англию, где вновь начинает заниматься рисованием. Влюблена в Рюносукэ. В ранобэ переезжает в «Сакурасо», когда его покидает Нанами.
Сэйю: Аяко Кавасуми

### Второстепенные персонажи
Юко Канда (яп. 神田 優子 Канда Ю:ко) — младшая сестра Сораты, учится на третьем году средней школы. Любит проводить время со своим братом и поначалу ревностно относится ко всем девушкам, находящимся рядом с ним. Любит читать мангу и является фанатом Масиро. После окончания средней школы поступает в «Суймэй».
Сэйю: Юй Огура
Кадзуки Фудзисава (яп. 藤沢 和希 Фудзисава Кадзуки) — известный разработчик компьютерных игр. Один из организаторов конкурса «Давайте сделаем игру», в котором принимает участие Сората. Ранее учился в «Суймэй» и жил в «Сакурасо». Становится наставником Сораты и помогает ему в разработке собственной игры. Испытывает чувства к Тихиро.
Сэйю: Синтаро Асанума
Саори Химэмия (яп. 姫宮 沙織 Химэмия Саори) — ученица третьего курса музыкального отделения «Суймэй». Начинающий композитор, пишет музыку для аниме Мисаки. Получила от неё прозвище «Хаухау». С 13 лет встречалась с Соитиро, но в 18 расстаётся с ним. После окончания школы уезжает с родителями на Гавайи. Старшая сестра Иори.
Сэйю: Аюми Фудзимура
Соитиро Татэбаяси (яп. 舘林 総一郎 Татэбаяси Со:итиро:) — бывший ученик школы «Суймэй», являлся президентом студсовета. Строгий человек, обладает спокойным и холодным характером. В натянутых отношениях с Дзином, однако Дзин всё-равно считает Соитиро своим другом. Помогает Дзину и другим жителям «Сакурасо» защитить общежитие от сноса. Встречался с Саори, но женился на другой. После окончания сюжета аниме уезжает в США, штат Мэн, где работает компьютерным инженером.
Сэйю: Сатоси Хино
Дайти Мияхара (яп. 宮原 大地 Мияхара Дайти) — одноклассник Сораты и Нанами. Влюблён в Нанами. Признался ей на школьном фестивале, но был отвергнут.
Сэйю: Тайси Мурата
Маю Такахаси (яп. 高崎 繭 Такахаси Маю) — одноклассница Сораты и Нанами. Подруга Нанами, поддерживает её в чувствах к Сорате.
Сэйю: Юрика Кубо
Иори Химэмия (яп. 姫宮 伊織 Химэмия Иори) — младший брат Саори, ученик первого класса старшей школы «Суймэй». После выпуска Дзина и Мисаки его переселяют в «Сакурасо» за подглядывание в женской душевой. Позднее помогает Сорате и Рюноскэ в разработке игры своей музыкой.
Сэйю: Нобунага Симадзаки
Канна Хасэ (яп. 長谷 栞奈 Хасэ Канна) — ученица первого класса школы «Суймэй», одногодка Юко. Несмотря на высокий балл на вступительных экзаменах, добровольно переселяется в «Сакурасо», мотивируя свой выбор тем, что не может сосредоточиться на учёбе из-за шумной соседки по комнате в общежитии. Как выясняется позже, этой шумной соседкой была Юко. Написала сказку, за что дебютировала на конкурсе и выиграла.
Сэйю: Харука Ямадзаки

## Медиа-издания

### Лайт-новел
Ранобэ Sakurasou no Pet na Kanojo авторства Хадзимэ Камосиды стало первым медиа-изданием серии. Студия ASCII Media Works опубликовала 10 основных и 3 коротких тома новеллы с 10 января 2010 по 8 марта 2014 года.
На обложках всех томов кроме 5.5 и 7.5 изображена Масиро Сина. На обложке тома 5.5 — Мисаки Камиигуса, тома 7.5 — Нанами Аояма.
| №  | Заглавие                                                      | На японском языке: дата публикации | На японском языке: ISBN |
| -- | ------------------------------------------------------------- | ---------------------------------- | ----------------------- |
| 1  | Sakurasou no Pet na Kanojo (さくら荘のペットな彼女)           | 10 января 2010 года                | ISBN 978-4-04-868280-0  |
| 2  | Sakurasou no Pet na Kanojo 2 (さくら荘のペットな彼女 2)       | 10 апреля 2010 года                | ISBN 978-4-04-868463-7  |
| 3  | Sakurasou no Pet na Kanojo 3 (さくら荘のペットな彼女 3)       | 10 августа 2010 года               | ISBN 978-4-04-868765-2  |
| 4  | Sakurasou no Pet na Kanojo 4 (さくら荘のペットな彼女 4)       | 10 декабря 2010 года               | ISBN 978-4-04-870123-5  |
| 5  | Sakurasou no Pet na Kanojo 5 (さくら荘のペットな彼女 5)       | 10 мая 2011 года                   | ISBN 978-4-04-870416-8  |
| 6  | Sakurasou no Pet na Kanojo 5.5 (さくら荘のペットな彼女 5.5)   | 10 сентября 2011 года              | ISBN 978-4-04-870749-7  |
| 7  | Sakurasou no Pet na Kanojo 6 (さくら荘のペットな彼女 6)       | 10 декабря 2011 года               | ISBN 978-4-04-886140-3  |
| 8  | Sakurasou no Pet na Kanojo 7 (さくら荘のペットな彼女 7)       | 10 апреля 2012 года                | ISBN 978-4-04-886543-2  |
| 9  | Sakurasou no Pet na Kanojo 7.5 (さくら荘のペットな彼女 7.5)   | 10 августа 2012 года               | ISBN 978-4-04-886801-3  |
| 10 | Sakurasou no Pet na Kanojo 8 (さくら荘のペットな彼女 8)       | 10 октября 2012 года               | ISBN 978-4-04-886986-7  |
| 11 | Sakurasou no Pet na Kanojo 9 (さくら荘のペットな彼女 9)       | 9 марта 2013 года                  | ISBN 978-4-04-891471-0  |
| 12 | Sakurasou no Pet na Kanojo 10 (さくら荘のペットな彼女 10)     | 10 июля 2013 года                  | ISBN 978-4-04-891794-0  |
| 13 | Sakurasou no Pet na Kanojo 10.5 (さくら荘のペットな彼女 10.5) | 8 марта 2014 года                  | ISBN 978-4-04-866412-7  |

### Манга
Манга-адаптация была иллюстрирована Хоки Кусано и начала выходить в апреле 2011 года в журнале Dengeki G’s Magazine. С июня 2014 года стала публиковаться в журнале Dengeki G’s Comic. Первый танкобон манги выпущен 27 октября 2011 года. Всего к 27 октября 2014 года опубликовано 7 полных томов.
| № | Заглавие                                                     | На японском языке: дата публикации | На японском языке: ISBN |
| - | ------------------------------------------------------------ | ---------------------------------- | ----------------------- |
| 1 | Sakurasou no Pet na Kanojo (1) (さくら荘のペットな彼女（1）) | 27 октября 2011 года               | ISBN 978-4-04-870986-6  |
| 2 | Sakurasou no Pet na Kanojo (2) (さくら荘のペットな彼女（2）) | 26 мая 2012 года                   | ISBN 978-4-04-886508-1  |
| 3 | Sakurasou no Pet na Kanojo (3) (さくら荘のペットな彼女（3）) | 27 октября 2012 года               | ISBN 978-4-04-891026-2  |
| 4 | Sakurasou no Pet na Kanojo (4) (さくら荘のペットな彼女（4）) | 27 марта 2013 года                 | ISBN 978-4-04-891460-4  |
| 5 | Sakurasou no Pet na Kanojo (5) (さくら荘のペットな彼女（5）) | 27 сентября 2013 года              | ISBN 978-4-04-891921-0  |
| 6 | Sakurasou no Pet na Kanojo (6) (さくら荘のペットな彼女（6）) | 27 марта 2014 года                 | ISBN 978-4-04-866387-8  |
| 7 | Sakurasou no Pet na Kanojo (7) (さくら荘のペットな彼女（7）) | 27 октября 2014 года               | ISBN 978-4-04-866941-2  |
| 8 | Sakurasou no Pet na Kanojo (8) (さくら荘のペットな彼女（8）) | 27 июня 2015 года                  | ISBN 978-4-04-865083-0  |

### Аниме
| Зрительский рейтинг | Зрительский рейтинг | Зрительский рейтинг |
| (на 13 мая 2015 г.) | (на 13 мая 2015 г.) | (на 13 мая 2015 г.) |
| ------------------- | ------------------- | ------------------- |
| Сайт                | Оценка              | Голосов             |
| AniDB               | · ссылка            | 20484               |
| Anime News Network  | · ссылка            | 1707                |

24-серийный аниме-сериал студии J.C.Staff и режиссёра Ацуко Исидзуки транслировался в Японии с 9 октября 2012 по 26 марта 2013 года на канале Tokyo MX.
Опенинг
- Kimi ga Yume o Tsuretekita (яп. 君が夢を連れてきた Кими га Юмэ о Цурэтэкита) (серии 1-12)

- Исполнитель: Pet na Kanojotachi (Ай Каяно, Марико Накацу и Нацуми Такамори)

- Yume no Tsuzuki (яп. 夢の続き Юмэ но Цудзуки) (серии 13, 15-24)

- Исполнитель: Кономи Судзуки

- I Call Your Name Again (14 серия)

- Исполнитель: Марико Накацу

Эндинг
- Days of Dash (серии 1-12)

- Исполнитель: Кономи Судзуки

- Prime Number ~Kimi to Deaeru Hi~ (яп. Prime Number ~君と出会える日~) (серии 13-24)

- Исполнитель: Асука Окура

### Игры
- Визуальный роман, разработанный студией Netchubiyori и опубликованный ASCII Media Works, выпущен на PlayStation Portable и PlayStation Vita 14 февраля 2013 года[9][10].
- Масиро Сина также присутствует в файтинге Dengeki Bunko Fighting Climax, разработанном студиями Ecole Software и French Bread и выпущенном компанией Sega на PlayStation 3 и PlayStation Vita 18 марта 2014 года.